# Louis François Gravant
Louis François Gravant, François Gravant, ou Louis François Ier Gravant pour le distinguer de son fils Louis François II Gravant qui lui a succédé à la Manufacture de Sèvres, est un céramiste français né le 9 mai 1716 à Chantilly, mort à Sèvres le 4 mars 1765 ; l'inventaire de ses biens après décès est dressé le 11 mars suivant,

## Biographie
Second fils de Jean Gravant et Marie-Antoinette Lejeune, il épouse à Chantilly, le 14 janvier 1737, Marie-Henriette Mille, avec laquelle il aura trois enfants : Marie-Catherine, née en 1737, Françoise Eléonore, née en 1739, et Louis François Gravant (fils), né vers 1738. 
Il a été épicier à Chantilly, et ancien faïencier
En 1738, les frères Robert Dubois et Gilles Dubois ont dû quitté la Manufacture de Chantilly pour aller, avec quelques compagnons, fonder la Manufacture de Vincennes dans les cuisines du pavillon de la Reine du château de Vincennes. Leur travail dans la Manufacture de Chantilly leur a permis d'acquérir les procédés de fabrication mis au point par Ciquaire Cirou. Après des essais heureux, ils ont réussi à intéresser à leur projet, en 1741, Jean-Louis Henri Orry de Fulvy, frère de Philibert Orry de Vignory. Protégé par son demi-frère, Orry de Fulvy a voulu créer une manufacture pouvant contrer la fuite des devises vers la Saxe où l'allemand Johann Friedrich Böttger avait découvert le secret de la porcelaine dure au kaolin. Continuant leurs recherches, les frères Dubois ont fait venir de la Manufacture de Chantilly pour les aider François Gravant. Après trois ans d'essais infructueux, les frères Dubois ont quitté la manufacture en 1744. François Gravant y est resté. Il doit fournir les secrets de la pâte et de la couverte qu'il avait acquis en 1742 ou 1743 à Claude Humbert Gérin sur l'ordre d'Orry de Fulvy. En récompense, il avait obtenu le monopole de la fabrication de la pâte et de la couverte
Pour attirer des actionnaires, il souhaite obtenir pour la manufacture le privilège royal lui donnant l'autorisation pour elle seule en France de produire des porcelaines dans le goût des porcelaines fabriquées en Saxe. Après la disgrâce de son frère en 1745, Orry de Fulvy a décidé de ne pas apparaître et a choisi un prête-nom, Charles Adam, un de ses valets de chambre. Pour défendre l'obtention de ce privilège, il envoie François Gravant pour obtenir l'agrément du bureau de commerce. Dans sa requête, François Gravant avait indiqué que « quoiqu'on ait déjà tenté sans succès l'établissement dans le royaume d'une fabrique de porcelaine de même qualité que celle de Saxe », il avait réussi par ses recherches à produire des produits d'une qualité équivalente à celle des porcelaines de Saxe. Il a ajouté qu'il ne serait possible de fonder une compagnie que s'il plaisait au roi un privilège exclusif de « fabriquer de la porcelaine façon de Saxe ». La commission des affaires du commerce a accordé un privilège pour trente ans. Orry de Fulvy a ensuite défendu cette demande de privilège au conseil d'État du roi pour le compte de Charles Adam, le 24 juillet 1745. Le roi « étant en son conseil » a accordé ce privilège pour vingt années,. La société Charles Adam est constituée en juillet 1745 avec un capital de 90 300 livres réparti en 21 actions dont 58 914 livres 15 sols servent à rembourser les avances du sieur Charles Adam. Le 5 décembre 1745, Orry de Vignery perd la charge de contrôleur général des finances. Il est remplacé par Jean-Baptiste de Machault d'Arnouville. Celui-ci nomme Jean Hellot pour suivre les recherches dans la manufacture et améliorer les procédés. Plusieurs augmentations de capital sont nécessaires. Au printemps 1748, à la suite d'une nouvelle demande d'augmentation de capital, les actionnaires exigent que les secrets de la fabrication de la porcelaine leur soient révélés. Gravant a accepté de vendre ses secrets pour 24 000 livres payable en huit années si la pâte produite est de qualité et une rente annuelle de 1 200 livres. Devant le refus des associés de payer une telle somme, Orry de Fulvy a garanti personnellement son paiement. François Gravant a alors remis dans un pli fermé les formules de la pâte et de la couverte au notaire d'Orry de Fulvy. Deux nouvelles augmentations de capital ont alors été faites portant le capital investit par les associés à 294 000 livres. De son côté, le roi avait accordé une aide de 110 000 livres. Les recherches faites ont porté la palette à 100 teintes et depuis le 20 octobre 1748, la manufacture maîtrisait le secret de l'or grâce à un religieux carme, le frère Hipolyte,. La manufacture obtien un nouveau privilège pour la fabrication des fleurs en porcelaine. Une nouvelle augmentation de capital d'un montant de 120 000 livres est faite le 11 mai 1750. Durant l'année 1750, les nouveaux actionnaires ont racheté des actions aux anciens actionnaires pour leur propriété à 50% du capital. Après la mort d'Orry de Fulvy, le 3 mai 1751, un des nouveaux actionnaires, Ubulesky, a voulu prendre le contrôle de la manufacture. Pour l'éviter, les anciens actionnaires ont demandé l'intervention du roi pour éviter la perte de leurs investissements. Le roi a accepté à condition que les secrets de fabrication lui soient livrés. Jean Hellot est nommé le 25 juin 1751 pour « constater avec certitude les divers secrets concernant l'exploitation de la manufacture de porcelaine établie au château de Vincennes ». Il remet son rapport le 7 octobre 1751. Le privilège de 1745 est annulé et un nouveau privilège est accordé en 1752. Une nouvelle société est constituée au nom d'Éloi Brichard, prête-nom du roi Louis XV, sous l'impulsion de la marquise de Pompadour. Le roi s'est réservé les secrets de tous les procédés de fabrication de la porcelaine de la Manufacture de Vincennes par arrêt du 19 août 1753. Jean Hellot a alors rédigé un manuscrit de 159 pages, Recueil de tous les procédés de la porcelaine de la Manufacture de Vincennes. La Manufacture de Vincennes va alors se dégager de l'influence des porcelaines de Meissen pour développer un style français. En 1756, la Manufacture de Vincennes est transférée à Sèvres.
En 1745, son épouse Marie Henriette Mille rentre à la manufacture pour s'occuper de la fabrique des fleurs de porcelaine, où elle dirigera un atelier jusqu'en 1755. En 1746, il fait rentrer son neveu Louis Gravant comme tourneur jusqu'en 1755, où il gagnera Sèvres de 1756 à 1760. Son fils, Louis François Gravant II, sera apprenti tourneur à Vincennes en 1749 et à la préparation des pâtes à Sèvres de 1764 à 1775. 
En 1756, il achète à Jean Gosselin, marchand de vin de Louis XV, une propriété à Sèvres, au lieu-dit Ruisseau de la forge. Sa maison qui existe toujours sur deux étages est classée aux monuments historiques.
Son fils, Louis François II Gravant lui a succédé à la Manufacture de Sèvres, jusqu'en 1774. Il a dirigé de 1776 à 1779 la Manufacture de Chantilly qu'il doit vendre par jugement à sa femme qui lui succède de 1779 à 1781. Il s'était marié avec Madeleine-Catherine-Gasparine Adam (Berlin, vers 1752-Paris, 23 décembre 1793), fille de François-Gaspard-Balthazar Adam, par contrat de mariage du 7 juillet 1768, célébré le 19 juillet 1768 à l'église Saint-Séverin de Paris.

## Manuscrit
- Livre qui concerne le Seugray de la Porcelaine, couverte, blanc de faillance, coulleurs et dorreure, 1753, Archives de la Manufacture de Sèvres[21].